# Pin Bot
Pin Bot est un jeu vidéo de flipper développé par Rare et édité par Nintendo, sorti en 1990 sur NES.